# Thrasya schumannii
Thrasya schumannii är en gräsart som först beskrevs av Pilg., och fick sitt nu gällande namn av Pilg.. Thrasya schumannii ingår i släktet Thrasya och familjen gräs. Inga underarter finns listade i Catalogue of Life.